# Campionato FIA di Formula 2 2025
La stagione 2025 del Campionato FIA di Formula 2 è la 21ª nella storia della categoria, la nona con la nuova denominazione che ha sostituito la precedente GP2 Series. È iniziata il 15 marzo con un weekend di due gare sul Circuito Albert Park, in Australia e terminerà sul Circuito di Yas Marina, Abu Dhabi, il 7 dicembre.

## La Prestagione

### Calendario
Il 22 maggio 2024 è stato stilato il calendario per la stagione 2025 di Formula 2. Le principali modifiche sono lo spostamento delle gare di Sakhir e Jeddah ad aprile e l’anticipo di Melbourne a marzo, con il resto delle gare che rimane invariato all’anno precedente.
| Gara | Gara | Circuito                                | Giri | Lunghezza                  | Data         | Ora   | CET   | Supporto                             |
| ---- | ---- | --------------------------------------- | ---- | -------------------------- | ------------ | ----- | ----- | ------------------------------------ |
| 1    | G1   | Circuito Albert Park, Melbourne         | 23   | 23 x 5,278 km = 121,394 km | 15 marzo     | 14:15 | 04:15 | Gran Premio d'Australia 2025         |
| 1    | G2   | Circuito Albert Park, Melbourne         | 33   | 33 x 5,278 km = 174,174 km | 16 marzo     | 11:30 | 01:30 | Gran Premio d'Australia 2025         |
| 2    | G1   | Bahrain International Circuit, Sakhir   | 23   | 23 x 5,412 km = 124,476 km | 12 aprile    | 17:15 | 16:15 | Gran Premio del Bahrein 2025         |
| 2    | G2   | Bahrain International Circuit, Sakhir   | 32   | 32 x 5,412 km = 173,184 km | 13 aprile    | 14:25 | 13:25 | Gran Premio del Bahrein 2025         |
| 3    | G1   | Circuito di Gedda, Gedda                | 20   | 20 x 6,174 km = 123,48 km  | 19 aprile    | 18:15 | 17:15 | Gran Premio d'Arabia Saudita 2025    |
| 3    | G2   | Circuito di Gedda, Gedda                | 28   | 28 x 6,174 km = 172,872 km | 20 aprile    | 16:25 | 15:25 | Gran Premio d'Arabia Saudita 2025    |
| 4    | G1   | Autodromo di Imola, Imola               | 25   | 25 x 4,909 km = 122,725 km | 17 maggio    | 14:15 | 14:15 | Gran Premio dell'Emilia-Romagna 2025 |
| 4    | G2   | Autodromo di Imola, Imola               | 35   | 35 x 4,909 km = 171,815 km | 18 maggio    | 10:00 | 10:00 | Gran Premio dell'Emilia-Romagna 2025 |
| 5    | G1   | Circuito di Monte Carlo, Monaco         | 30   | 30 x 3,337 km = 100,11 km  | 24 maggio    | 14:15 | 14:15 | Gran Premio di Monaco 2025           |
| 5    | G2   | Circuito di Monte Carlo, Monaco         | 42   | 42 x 3,337 km = 140,154 km | 25 maggio    | 09:40 | 09:40 | Gran Premio di Monaco 2025           |
| 6    | G1   | Circuito di Catalogna, Barcellona       | 26   | 26 x 4,657 km = 121,082 km | 31 maggio    | 14:15 | 14:15 | Gran Premio di Spagna 2025           |
| 6    | G2   | Circuito di Catalogna, Barcellona       | 37   | 37 x 4,657 km = 172,309 km | 1º giugno    | 10:00 | 10:00 | Gran Premio di Spagna 2025           |
| 7    | G1   | Red Bull Ring, Spielberg                | 28   | 28 x 4,318 km = 120,904 km | 28 giugno    | 14:15 | 14:15 | Gran Premio d'Austria 2025           |
| 7    | G2   | Red Bull Ring, Spielberg                | 40   | 40 x 4,318 km = 172,720 km | 29 giugno    | 10:00 | 10:00 | Gran Premio d'Austria 2025           |
| 8    | G1   | Circuito di Silverstone, Silverstone    | 21   | 21 x 5,891 km = 123,711 km | 5 luglio     | 13:15 | 14:15 | Gran Premio di Gran Bretagna 2025    |
| 8    | G2   | Circuito di Silverstone, Silverstone    | 29   | 29 x 5,891 km = 170,839 km | 6 luglio     | 11:05 | 12:05 | Gran Premio di Gran Bretagna 2025    |
| 9    | G1   | Circuito di Spa-Francorchamps, Stavelot | 18   | 18 x 7,004 km = 126,072 km | 26 luglio    | 13:45 | 13:45 | Gran Premio del Belgio 2025          |
| 9    | G2   | Circuito di Spa-Francorchamps, Stavelot | 25   | 25 x 7,004 km = 175,100 km | 27 luglio    | 10:00 | 10:00 | Gran Premio del Belgio 2025          |
| 10   | G1   | Hungaroring, Mogyoród                   | 28   | 28 x 4,381 km = 122,668 km | 2 agosto     | 14:15 | 14:15 | Gran Premio d'Ungheria 2025          |
| 10   | G2   | Hungaroring, Mogyoród                   | 37   | 37 x 4,381 km = 162,097 km | 3 agosto     | 10:00 | 10:00 | Gran Premio d'Ungheria 2025          |
| 11   | G1   | Autodromo nazionale di Monza, Monza     |      |                            | 6 settembre  |       |       | Gran Premio d'Italia 2025            |
| 11   | G2   | Autodromo nazionale di Monza, Monza     |      |                            | 7 settembre  |       |       | Gran Premio d'Italia 2025            |
| 12   | G1   | Circuito di Baku, Baku                  |      |                            | 20 settembre |       |       | Gran Premio d'Azerbaigian 2025       |
| 12   | G2   | Circuito di Baku, Baku                  |      |                            | 21 settembre |       |       | Gran Premio d'Azerbaigian 2025       |
| 13   | G1   | Circuito di Lusail, Lusail              |      |                            | 29 novembre  |       |       | Gran Premio del Qatar 2025           |
| 13   | G2   | Circuito di Lusail, Lusail              |      |                            | 30 novembre  |       |       | Gran Premio del Qatar 2025           |
| 14   | G1   | Circuito di Yas Marina, Abu Dhabi       |      |                            | 6 dicembre   |       |       | Gran Premio di Abu Dhabi 2025        |
| 14   | G2   | Circuito di Yas Marina, Abu Dhabi       |      |                            | 7 dicembre   |       |       | Gran Premio di Abu Dhabi 2025        |

## Piloti e squadre

### Scuderie
Da questa stagione il team Hitech diventa parterner con la Toyota Gazoo Racing. La scuderia britannica si iscrive sotto il nome di Hitech TGR.

### Piloti
Il campione in carica Gabriel Bortoleto passa alla Formula 1, guidando per la Sauber. Anche i due ex piloti della Prema salgono in Formula 1, Oliver Bearman guidando per la Haas mentre Andrea Kimi Antonelli è il nuovo pilota della Mercedes AMG. Zane Maloney e Taylor Barnard invece passano alla Formula E, rispettivamente con Lola - Yamaha e la NEOM McLaren. 

### Tabella riassuntiva
| Team                  | Nº | Pilota             | Weekend di gare | Stato |
| --------------------- | -- | ------------------ | --------------- | ----- |
| Invicta Racing        | 1  | Leonardo Fornaroli | 1-              | R     |
| Invicta Racing        | 2  | Roman Staněk       | 1-              |       |
| Campos Racing         | 3  | Pepe Martí         | 1-              |       |
| Campos Racing         | 4  | Arvid Lindblad     | 1-              | R     |
| MP Motorsport         | 5  | Oliver Goethe      | 1-              |       |
| MP Motorsport         | 6  | Richard Verschoor  | 1-              |       |
| Hitech TGR            | 7  | Luke Browning      | 1-              | R     |
| Hitech TGR            | 8  | Dino Beganovic     | 1-              | R     |
| Prema Racing          | 9  | Sebastián Montoya  | 1-              | R     |
| Prema Racing          | 10 | Gabriele Minì      | 1-              | R     |
| DAMS                  | 11 | Jak Crawford       | 1-              |       |
| DAMS                  | 12 | Kush Maini         | 1-              |       |
| ART Grand Prix        | 14 | Victor Martins     | 1-              |       |
| ART Grand Prix        | 15 | Ritomo Miyata      | 1-              |       |
| Rodin Motorsport      | 16 | Amaury Cordeel     | 1-              |       |
| Rodin Motorsport      | 17 | Alex Dunne         | 1-              | R     |
| AIX Racing            | 20 | Joshua Dürksen     | 1-              |       |
| AIX Racing            | 21 | Cian Shields       | 1-              | R     |
| Trident               | 22 | Sami Meguetounif   | 1-              | R     |
| Trident               | 23 | Max Esterson       | 1-              | R     |
| Van Amersfoort Racing | 24 | John Bennett       | 1-              | R     |
| Van Amersfoort Racing | 25 | Rafael Villagómez  | 1-              |       |

## Regolamento
Sistema di punteggio Gara 1 (Sprint Race)
| Posizione | 1ª | 2ª | 3ª | 4ª | 5ª | 6ª | 7ª | 8ª | Giro veloce |
| Punti     | 10 | 8  | 6  | 5  | 4  | 3  | 2  | 1  | 1           |

Sistema di punteggio Gara 2 (Feature Race)
| Posizione | 1ª | 2ª | 3ª | 4ª | 5ª | 6ª | 7ª | 8ª | 9ª | 10ª | Pole | Giro veloce |
| Punti     | 25 | 18 | 15 | 12 | 10 | 8  | 6  | 4  | 2  | 1   | 2    | 1           |

N.B.: Se il giro più veloce viene fatto da un pilota al di fuori della Top10, il punto aggiuntivo va al pilota che realizza il giro più veloce all’interno delle prime 10 posizioni.
In caso di interruzione della gara tra il 25% e il 50% (come Gara 1 di Spa 2024) il punteggio viene assegnato ai primi 5 in maniera ridotta (5-4-3-2-1, in caso della Sprint)

## Classifiche

### Riassunto della stagione
| Gara | Gara | Circuito    | Tempo       | Velocità media | Pole Position      | Giro veloce                  | Pilota vincitore             | Team vincitore               | Note   |
| ---- | ---- | ----------- | ----------- | -------------- | ------------------ | ---------------------------- | ---------------------------- | ---------------------------- | ------ |
| 1    | G1   | Melbourne   | 41'30"202   | 175,495 km/h   |                    | Gabriele Minì                | Joshua Dürksen               | AIX Racing                   | [ 28 ] |
| 1    | G2   | Melbourne   |             |                | Victor Martins     | Gara cancellata per maltempo | Gara cancellata per maltempo | Gara cancellata per maltempo | [ 29 ] |
| 2    | G1   | Sakhir      | 46'24"663   | 160,603 km/h   |                    | Kush Maini                   | Pepe Martí                   | Campos                       | [ 30 ] |
| 2    | G2   | Sakhir      | 59'40"123   | 173,898 km/h   | Leonardo Fornaroli | Luke Browning                | Alex Dunne                   | Rodin                        | [ 31 ] |
| 3    | G1   | Jeddah      | 38'16"059   | 193,212 km/h   |                    | Richard Verschoor            | Arvid Lindblad               | Campos                       | [ 32 ] |
| 3    | G2   | Jeddah      | 51'33"929   | 200,857 km/h   | Jak Crawford       | Richard Verschoor            | Richard Verschoor            | MP                           | [ 33 ] |
| 4    | G1   | Imola       | 38'06"814   | 192,868 km/h   |                    | Luke Browning                | Jak Crawford                 | DAMS                         | [ 34 ] |
| 4    | G2   | Imola       | 55'50"708   | 184,365 km/h   | Dino Beganovic     | Gabriele Minì                | Alex Dunne                   | Rodin                        | [ 35 ] |
| 5    | G1   | Montecarlo  | 44'57"639   | 133,596 km/h   |                    | Victor Martins               | Kush Maini                   | DAMS                         | [ 36 ] |
| 5    | G2   | Montecarlo  | 1h04'00"825 | 50,044 km/h    | Alex Dunne         | Dino Beganovic               | Jak Crawford                 | DAMS                         | [ 37 ] |
| 6    | G1   | Barcellona  | 42'00"288   | 172,774 km/h   |                    | Alex Dunne                   | Richard Verschoor            | MP                           | [ 38 ] |
| 6    | G2   | Barcellona  | 58'49"191   | 175,637 km/h   | Arvid Lindblad     | Alex Dunne                   | Arvid Lindblad               | Campos                       | [ 39 ] |
| 7    | G1   | Spielberg   | 1h11'03"819 | 102,161 km/h   |                    | Kush Maini                   | Pepe Martí                   | Campos                       | [ 42 ] |
| 7    | G2   | Spielberg   | 53'36"455   | 193,530 km/h   | Leonardo Fornaroli | Sebastián Montoya            | Richard Verschoor            | MP                           | [ 43 ] |
| 8    | G1   | Silverstone | 36'53"118   | 201,018 km/h   |                    | Sebastián Montoya            | Leonardo Fornaroli           | Invicta                      | [ 44 ] |
| 8    | G2   | Silverstone | 1h03'05"304 | 162,348 km/h   | Victor Martins     | Arvid Lindblad               | Jak Crawford                 | DAMS                         | [ 45 ] |
| 9    | G1   | Spa         | 41'49"222   | 180,698 km/h   |                    | Arvid Lindblad               | Leonardo Fornaroli           | Invicta                      | [ 47 ] |
| 9    | G2   | Spa         | 46'15"274   | 172,461 km/h   | Alex Dunne         | Dino Beganovic               | Roman Staněk                 | Invicta                      | [ 49 ] |
| 10   | G1   | Hungaroring | 46'29"807   | 158,240 km/h   |                    | Gabriele Minì                | Pepe Martí                   | Campos                       |        |
| 10   | G2   | Hungaroring | 1h00'13"630 | 161,445 km/h   | Roman Staněk       | Dino Beganovic               | Leonardo Fornaroli           | Invicta                      |        |
| 11   | G1   | Monza       |             |                |                    |                              |                              |                              |        |
| 11   | G2   | Monza       |             |                |                    |                              |                              |                              |        |
| 12   | G1   | Baku        |             |                |                    |                              |                              |                              |        |
| 12   | G2   | Baku        |             |                |                    |                              |                              |                              |        |
| 13   | G1   | Lusail      |             |                |                    |                              |                              |                              |        |
| 13   | G2   | Lusail      |             |                |                    |                              |                              |                              |        |
| 14   | G1   | Abu Dhabi   |             |                |                    |                              |                              |                              |        |
| 14   | G2   | Abu Dhabi   |             |                |                    |                              |                              |                              |        |

### Classifica Piloti
| Pos. | Pilota                  | AUS             | AUS                 | SAK          | SAK         | JED                                             | JED | IMO | IMO | MON | MON | CAT | CAT | RBR | RBR | SIL | SIL | SPA | SPA | HUN | HUN | MON | MON | BAK | BAK | LUS | LUS | YAS | YAS | Punti |
| --- | ----------------------- | --------------- | ------------------- | ------------ | ----------- | ----------------------------------------------- | --- | --- | --- | --- | --- | --- | --- | --- | --- | --- | --- | --- | --- | --- | --- | --- | --- | --- | --- | --- | --- | --- | --- | ----- |
| 1 | Leonardo Fornaroli      | 2               | C                   | 8            | 3           | 7                                               | 4   | 7   | 5   | 7   | 2   | 7   | Rit | 16* | 2   | 1   | 6   | 1   | 5   | 5   | 1   |     |     |     |     |     |     |     |     | 154   |
| 2 | Jak Crawford            | Rit             | C                   | 12           | 16          | Rit                                             | 2   | 1   | 6   | 4   | 1   | 4   | 4   | NP  | 3   | 6   | 1   | 11  | 17  | 3   | 3   |     |     |     |     |     |     |     |     | 137   |
| 3 | Richard Verschoor       | 4               | C                   | 2            | 6           | 4                                               | 1   | Rit | 9   | 5   | Rit | 1   | 3   | 4   | 1   | 7   | 7   | Rit | 18  | 6   | 5   |     |     |     |     |     |     |     |     | 135   |
| 4 | Luke Browning           | 3               | C                   | 10           | 2           | 9                                               | 6   | 3   | 2   | 3   | 4   | 6   | 20  | Rit | 5   | 12  | 3   | Rit | 3   | 12  | 4   |     |     |     |     |     |     |     |     | 125   |
| 5 | Alex Dunne              | 9               | C                   | 19           | 1           | 3                                               | 8   | 5   | 1   | 9   | Rit | 2   | 5   | 6   | SQ  | Rit | 2   | 7   | 9   | 2   | 9   |     |     |     |     |     |     |     |     | 124   |
| 6 | Pepe Martí              | 8               | C                   | 1            | 4           | 2                                               | 5   | 14  | 14  | Rit | Rit | 14  | 6   | 1   | 6   | 10  | 9   | 5   | 4   | 1   | 10  |     |     |     |     |     |     |     |     | 97    |
| 7 | Arvid Lindblad          | 10              | C                   | 5            | 8           | 1                                               | 7   | 2   | 4   | 8   | 5   | 8   | 1   | Rit | 13  | 9   | 8   | 9   | SQ  | 10  | 6   |     |     |     |     |     |     |     |     | 92    |
| 8 | Roman Stanek            | 5               | C                   | 15           | 17          | 5                                               | 12  | 8   | 17  | 11  | 7   | 17  | 11  | 3   | 8   | 3   | Rit | 6   | 1   | 13  | 2   |     |     |     |     |     |     |     |     | 77    |
| 9 | Sebastian Montoya       | 6               | C                   | Rit          | 19          | 13                                              | Rit | 9   | 8   | 6   | 3   | 11  | 2   | 5   | 4   | 2   | 5   | 15  | Rit | Rit | 15  |     |     |     |     |     |     |     |     | 72    |
| 10 | Victor Martins          | Rit             | C                   | 14           | 5           | 8                                               | 3   | 4   | 12  | 17  | Rit | 5   | 8   | 7   | 7   | 8   | Rit | 2   | 8   | 4   | Rit |     |     |     |     |     |     |     |     | 69    |
| 11 | Dino Beganovic          | 14              | C                   | 3            | 7           | 15                                              | 13  | 12  | 3   | 15  | Rit | 15  | 15  | Rit | 9   | 18  | 4   | 16  | 7   | 8   | 7   |     |     |     |     |     |     |     |     | 58    |
| 12 | Gabriele Minì           | 7               | C                   | 7            | 9           | 6                                               | 9   | 16  | 18  | 2   | Rit | Rit | 10  | 14* | Rit | 14  | Rit | 3   | 6   | 14  | 17  |     |     |     |     |     |     |     |     | 35    |
| 13 | Kush Maini              | 16              | C                   | 16           | 18          | 10                                              | 10  | 13  | 21  | 1   | 6   | 16  | 7   | 17  | 16  | 4   | 16  | 18  | 20  | 9   | 11  |     |     |     |     |     |     |     |     | 26    |
| 14 | Ritomo Miyata           | 12              | C                   | 9            | 14          | 19                                              | 16  | 6   | 16  | 10  | Rit | 13  | 9ù  | 8   | Rit | 20  | 15  | 8   | 2   | 15  | 18  |     |     |     |     |     |     |     |     | 25    |
| 15 | Joshua Dürksen          | 1               | C                   | SQ           | 10          | 12                                              | 11  | 11  | 13  | Rit | Rit | Rit | 17  | 2   | 14  | 5   | Rit | 12  | 11  | 11  | 12  |     |     |     |     |     |     |     |     | 23    |
| 16 | Oliver Goethe           | 11              | C                   | 4            | 11          | 11                                              | 14  | 10  | 7   | 12  | 10  | 18  | 16  | 11  | Rit | 11  | 11  | 4   | 13  | 7   | 8   |     |     |     |     |     |     |     |     | 23    |
| 17 | Rafael Villagómez       | 13              | C                   | 6            | 12          | 17                                              | 17  | 15  | Rit | 18  | 9   | 3   | Rit | 9   | 11  | 16  | 10  | 17  | 14  | 18  | 13  |     |     |     |     |     |     |     |     | 11    |
| 18 | Amaury Cordeel          | 15              | C                   | 11           | 13          | 14                                              | 15  | 20  | 15  | 14  | 8   | 10  | 13  | 13* | Rit | 19  | 17  | Rit | 10  | 16  | Rit |     |     |     |     |     |     |     |     | 3     |
| 19 | Sami Meguetounif        | Rit             | C                   | 13           | 15          | 16                                              | Rit | 21  | 10  | 16  | 12  | 9   | 12  | Rit | 10  | 13  | 18  | Rit | 15  | 17  | 14  |     |     |     |     |     |     |     |     | 2     |
| 20 | Max Esterson            | Rit             | C                   | Rit          | 21          | 18                                              | 18  | 17  | 19  | 13  | Rit | 19  | 14  | 10  | 15  | 21  | 13  | 14  | 16  | 19  | 19  |     |     |     |     |     |     |     |     | 0     |
| 21 | John Bennett            | 18              | C                   | 17           | 20          | 20                                              | 20  | 19  | 20  | Rit | 11  | Rit | 18  | 15* | 12  | 15  | 12  | 10  | 12  | 20  | Rit |     |     |     |     |     |     |     |     | 0     |
| 22 | Cian Shields            | 17              | C                   | 18           | 22          | Rit                                             | 19  | 18  | 11  | Rit | 13  | 12  | 19  | 12  | Rit | 17  | 14  | 13  | 19  | 21  | 16  |     |     |     |     |     |     |     |     | 0     |
| Pos. | Pilota                  | AUS             | AUS                 | SAK          | SAK         | JED                                             | JED | IMO | IMO | MON | MON | CAT | CAT | RBR | RBR | SIL | SIL | SPA | SPA | HUN | HUN | MON | MON | BAK | BAK | LUS | LUS | YAS | YAS | Punti |
| \| Legenda \| 1º posto \| 2º posto \| 3º posto \| A punti \| Senza punti \| Grassetto=Pole position Corsivo=Giro più veloce \| \| Legenda \| Solo prove/Terzo pilota \| Non qualificato \| Ritirato/Non class. \| Squalificato \| Non partito \| Grassetto=Pole position Corsivo=Giro più veloce \| |                         |                 |                     |              |             |                                                 |     |     |     |     |     |     |     |     |     |     |     |     |     |     |     |     |     |     |     |     |     |     |     |       |
| Legenda | 1º posto                | 2º posto        | 3º posto            | A punti      | Senza punti | Grassetto=Pole position Corsivo=Giro più veloce |     |     |     |     |     |     |     |     |     |     |     |     |     |     |     |     |     |     |     |     |     |     |     |       |
| Legenda | Solo prove/Terzo pilota | Non qualificato | Ritirato/Non class. | Squalificato | Non partito | Grassetto=Pole position Corsivo=Giro più veloce |     |     |     |     |     |     |     |     |     |     |     |     |     |     |     |     |     |     |     |     |     |     |     |       |

| Legenda | 1º posto                | 2º posto        | 3º posto            | A punti      | Senza punti | Grassetto=Pole position Corsivo=Giro più veloce |
| Legenda | Solo prove/Terzo pilota | Non qualificato | Ritirato/Non class. | Squalificato | Non partito | Grassetto=Pole position Corsivo=Giro più veloce |

### Classifica Squadre
| Pos. | Squadra                 | N°              | Pilota              | AUS          | AUS         | SAK                                             | SAK | JED | JED | IMO | IMO | MON | MON | CAT | CAT | RBR | RBR | SIL | SIL | SPA | SPA | HUN | HUN | MON | MON | BAK | BAK | LUS | LUS | YAS | YAS | Punti |
| --- | ----------------------- | --------------- | ------------------- | ------------ | ----------- | ----------------------------------------------- | --- | --- | --- | --- | --- | --- | --- | --- | --- | --- | --- | --- | --- | --- | --- | --- | --- | --- | --- | --- | --- | --- | --- | --- | --- | ----- |
| 1 | Invicta                 | 1               | Fornaroli           | 2            | C           | 8                                               | 3   | 7   | 4   | 7   | 5   | 7   | 2   | 7   | Rit | 16* | 2   | 1   | 6   | 1   | 5   | 5   | 1   |     |     |     |     |     |     |     |     | 231   |
| 1 | Invicta                 | 2               | Stanek              | 5            | C           | 15                                              | 17  | 5   | 12  | 8   | 17  | 11  | 7   | 17  | 11  | 3   | 8   | 3   | Rit | 6   | 1   | 13  | 2   |     |     |     |     |     |     |     |     | 231   |
| 2 | Campos                  | 3               | Martí               | 8            | C           | 1                                               | 4   | 2   | 5   | 16  | 14  | Rit | Rit | 14  | 6   | 1   | 6   | 10  | 9   | 5   | 4   | 1   | 10  |     |     |     |     |     |     |     |     | 189   |
| 2 | Campos                  | 4               | Lindblad            | 10           | C           | 5                                               | 8   | 1   | 7   | 2   | 4   | 8   | 5   | 8   | 1   | Rit | 12  | 9   | 8   | 9   | SQ  | 10  | 6   |     |     |     |     |     |     |     |     | 189   |
| 3 | Hitech TGR              | 7               | Browning            | 3            | C           | 10                                              | 2   | 9   | 6   | 3   | 2   | 3   | 4   | 6   | 20  | Rit | 5   | 12  | 3   | Rit | 3   | 12  | 4   |     |     |     |     |     |     |     |     | 183   |
| 3 | Hitech TGR              | 8               | Beganovic           | 14           | C           | 3                                               | 7   | 15  | 13  | 12  | 3   | 15  | Rit | 15  | 15  | Rit | 9   | 18  | 4   | 16  | 7   | 8   | 7   |     |     |     |     |     |     |     |     | 183   |
| 4 | DAMS                    | 11              | Crawford            | Rit          | C           | 12                                              | 16  | Rit | 2   | 1   | 6   | 4   | 1   | 4   | 4   | NP  | 3   | 6   | 1   | 11  | 17  | 3   | 3   |     |     |     |     |     |     |     |     | 163   |
| 4 | DAMS                    | 12              | Maini               | 16           | C           | 16                                              | 18  | 10  | 10  | 13  | 21  | 1   | 6   | 16  | 7   | 17  | 16  | 4   | 16  | Rit | 20  | 9   | 11  |     |     |     |     |     |     |     |     | 163   |
| 5 | MP                      | 5               | Goethe              | 11           | C           | 4                                               | 11  | 11  | 14  | 10  | 7   | 12  | 10  | 18  | 16  | 11  | Rit | 11  | 11  | 4   | 13  | 7   | 8   |     |     |     |     |     |     |     |     | 158   |
| 5 | MP                      | 6               | Verschoor           | 4            | C           | 2                                               | 6   | 4   | 1   | Rit | 9   | 5   | Rit | 1   | 3   | 4   | 1   | 7   | 7   | Rit | 18  | 6   | 5   |     |     |     |     |     |     |     |     | 158   |
| 6 | Rodin                   | 16              | Cordeel             | 15           | C           | 11                                              | 13  | 14  | 15  | 20  | 15  | 14  | 8   | 10  | 13  | 13* | Rit | 19  | 17  | Rit | 10  | 16  | Rit |     |     |     |     |     |     |     |     | 127   |
| 6 | Rodin                   | 17              | Dunne               | 9            | C           | 19                                              | 1   | 3   | 8   | 5   | 1   | 9   | Rit | 2   | 5   | 6   | SQ  | Rit | 2   | 7   | 9   | 2   | 9   |     |     |     |     |     |     |     |     | 127   |
| 7 | Prema                   | 9               | Montoya             | 6            | C           | Rit                                             | 19  | 13  | Rit | 9   | 8   | 6   | 3   | 11  | 2   | 5   | 4   | 2   | 5   | 15  | Rit | Rit | 15  |     |     |     |     |     |     |     |     | 107   |
| 7 | Prema                   | 10              | Minì                | 7            | C           | 7                                               | 9   | 6   | 9   | 15  | 18  | 2   | Rit | Rit | 10  | 14* | Rit | 14  | Rit | 3   | 6   | 14  | 17  |     |     |     |     |     |     |     |     | 107   |
| 8 | ART GP                  | 14              | Martins             | Rit          | C           | 14                                              | 5   | 8   | 3   | 4   | 12  | 17  | Rit | 5   | 8   | 7   | 7   | 8   | Rit | 2   | 8   | 4   | Rit |     |     |     |     |     |     |     |     | 94    |
| 8 | ART GP                  | 15              | Miyata              | 12           | C           | 9                                               | 14  | 19  | 16  | 6   | 16  | 10  | Rit | 13  | 9   | 8   | Rit | 20  | 15  | 8   | 2   | 15  | 18  |     |     |     |     |     |     |     |     | 94    |
| 9 | AIX Racing              | 20              | Dürksen             | 1            | C           | SQ                                              | 10  | 12  | 11  | 11  | 13  | Rit | Rit | Rit | 17  | 2   | 13  | 5   | Rit | 12  | 11  | 11  | 12  |     |     |     |     |     |     |     |     | 23    |
| 9 | AIX Racing              | 21              | Shields             | 17           | C           | 18                                              | 22  | Rit | 19  | 18  | 11  | Rit | 13  | 12  | 19  | 12  | Rit | 17  | 14  | 13  | 19  | 21  | 16  |     |     |     |     |     |     |     |     | 23    |
| 10 | VAR                     | 24              | Bennett             | 18           | C           | 17                                              | 20  | 20  | 20  | 19  | 20  | Rit | 11  | Rit | 18  | 15* | 14  | 15  | 12  | 10  | 12  | 20  | Rit |     |     |     |     |     |     |     |     | 11    |
| 10 | VAR                     | 25              | Villagómez          | 13           | C           | 6                                               | 12  | 17  | 17  | 14  | Rit | 18  | 9   | 3   | Rit | 9   | 11  | 16  | 10  | 17  | 14  | 18  | 13  |     |     |     |     |     |     |     |     | 11    |
| 11 | Trident                 | 22              | Meguetounif         | Rit          | C           | 13                                              | 15  | 16  | Rit | 21  | 10  | 16  | 12  | 9   | 12  | Rit | 10  | 13  | 18  | Rit | 15  | 17  | 14  |     |     |     |     |     |     |     |     | 2     |
| 11 | Trident                 | 23              | Esterson            | Rit          | C           | Rit                                             | 21  | 18  | 18  | 17  | 19  | 13  | Rit | 19  | 14  | 10  | 15  | 21  | 13  | 14  | 16  | 19  | 19  |     |     |     |     |     |     |     |     | 2     |
| Pos. | Squadra                 | N°              | Pilota              | AUS          | AUS         | SAK                                             | SAK | JED | JED | IMO | IMO | MON | MON | CAT | CAT | RBR | RBR | SIL | SIL | SPA | SPA | HUN | HUN | MON | MON | BAK | BAK | LUS | LUS | YAS | YAS | Punti |
| \| Legenda \| 1º posto \| 2º posto \| 3º posto \| A punti \| Senza punti \| Grassetto=Pole position Corsivo=Giro più veloce \| \| Legenda \| Solo prove/Terzo pilota \| Non qualificato \| Ritirato/Non class. \| Squalificato \| Non partito \| Grassetto=Pole position Corsivo=Giro più veloce \| |                         |                 |                     |              |             |                                                 |     |     |     |     |     |     |     |     |     |     |     |     |     |     |     |     |     |     |     |     |     |     |     |     |     |       |
| Legenda | 1º posto                | 2º posto        | 3º posto            | A punti      | Senza punti | Grassetto=Pole position Corsivo=Giro più veloce |     |     |     |     |     |     |     |     |     |     |     |     |     |     |     |     |     |     |     |     |     |     |     |     |     |       |
| Legenda | Solo prove/Terzo pilota | Non qualificato | Ritirato/Non class. | Squalificato | Non partito | Grassetto=Pole position Corsivo=Giro più veloce |     |     |     |     |     |     |     |     |     |     |     |     |     |     |     |     |     |     |     |     |     |     |     |     |     |       |

| Legenda | 1º posto                | 2º posto        | 3º posto            | A punti      | Senza punti | Grassetto=Pole position Corsivo=Giro più veloce |
| Legenda | Solo prove/Terzo pilota | Non qualificato | Ritirato/Non class. | Squalificato | Non partito | Grassetto=Pole position Corsivo=Giro più veloce |